# Резниченко, Семён Фёдорович
Семён Фёдорович Резниченко (1911—1944) — Гвардии подполковник Рабоче-крестьянской Красной Армии, участник Великой Отечественной войны, Герой Советского Союза (1945).

## Биография
Семён Резниченко родился в 1911 году в селе Новониколаевка (ныне — Новоукраинский район Кировоградской области Украины). Окончил среднюю школу. В 1933 году Резниченко был призван на службу в Рабоче-крестьянскую Красную Армию. В 1941 году он окончил курсы политработников. С августа того же года — на фронтах Великой Отечественной войны. В 1943 году он окончил курсы «Выстрел».
К декабрю 1944 года гвардии подполковник Семён Резниченко командовал 176-м гвардейским стрелковым полком 59-й гвардейской стрелковой дивизии 46-й армии 2-го Украинского фронта. Отличился во время освобождения Венгрии. 5 декабря 1944 года полк Резниченко успешно переправился через Дунай к югу от города Эрчи и захватил плацдарм на его берегу. 7 декабря 1944 года, расширяя плацдарм, он освободил населённый пункт Барачка в 30 километрах к юго-западу от Будапешта и перерезал железную и шоссейную дорогу, связывающие столицу Венгрии с городом Секешфехервар. В тех боях Резниченко получил тяжёлые ранения, от которых скончался в тот же день. Похоронен в Кишинёве.
Указом Президиума Верховного Совета СССР от 24 марта 1945 года гвардии подполковник Семён Резниченко посмертно был удостоен высокого звания Героя Советского Союза. Также был награждён орденами Ленина, Красного Знамени, Кутузова 3-й степени и Красной Звезды, рядом медалей.